# Brad May
Bradley Scott „Brad“ May (* 29. November 1971 in Toronto, Ontario) ist ein ehemaliger kanadischer Eishockeyspieler und -trainer, der im Verlauf seiner aktiven Karriere zwischen 1988 und 2010 unter anderem 1129 Spiele für die Buffalo Sabres, Vancouver Canucks, Phoenix Coyotes, Colorado Avalanche, Anaheim Ducks, Toronto Maple Leafs und Detroit Red Wings in der National Hockey League auf der Position des linken Flügelstürmers bestritten hat. May, der den Spielertyp der Pest verkörperte, feierte seinen größten Karriereerfolg in Diensten der Anaheim Ducks mit dem Gewinn des Stanley Cups im Jahr 2007.

## Karriere
Brad May wurde während des NHL Entry Draft 1990 von den Buffalo Sabres als insgesamt 14. Spieler in der ersten Runde ausgewählt. Zuvor war May seit 1988 für die Niagara Falls Thunder in der Ontario Hockey League aktiv. Nach sieben erfolgreichen Jahren mit insgesamt fünf Playoff-Teilnahmen mit den Sabres wurde er am 4. Februar 1998 gegen Geoff Sanderson zu den Vancouver Canucks getauscht. In seiner kanadischen Heimat blieb May drei Jahre lang um ab der Saison 2000/01 für die Phoenix Coyotes aufzulaufen. Gegen Ende der Saison 2002/03 kehrte der Angreifer zu seinem ehemaligen Verein Vancouver Canucks zurück. Während des Lockouts der NHL-Saison 2004/05 war May einer der wenigen Spieler, die sich keinem Verein in Europa oder in einer der anderen nordamerikanischen Profiligen anschlossen.
Am 20. August 2005 unterschrieb May als Free Agent einen Zweijahresvertrag bei den Colorado Avalanche. Noch vor Ablauf seines Vertrags, am 27. Februar 2007, wurde May im Austausch für Torwart Michael Wall an die Anaheim Ducks abgegeben und gewann noch in derselben Saison erstmals in seiner Karriere den Stanley Cup. In den Playoffs war der Angreifer zuvor in 18 Spielen aufgelaufen. Insgesamt blieb May bis Januar 2009 in Kalifornien, ehe ihn der ehemalige General Manager der Ducks, Brian Burke, der inzwischen bei den Toronto Maple Leafs angestellt war, im Austausch für ein leistungsbedingtes Sechstrunden-Wahlrecht im NHL Entry Draft 2010 verpflichtete.
Brad May absolvierte am 8. April 2009 in der Partie gegen die Buffalo Sabres sein 1000. NHL-Spiel. Im Oktober 2009 unterschrieb May einen Einjahresvertrag bei den Detroit Red Wings. Im September 2010 erklärte er seine aktive Laufbahn für beendet und arbeitet nun als Analyst der American Hockey League für CBC Sports. In der Saison 2011/12 war er Assistenztrainer der Mississauga St. Michael’s Majors aus der Ontario Hockey League.

### Vorfall im Jahr 2000
Als Spieler der Phoenix Coyotes wurde May im November 2000 für 20 NHL-Spiele gesperrt, da er den Angreifer der Columbus Blue Jackets, Steve Heinze, seinen Stock gegen die Nase schlug. Diese musste mit neun Stichen genäht werden. Nach dem Spiel entschuldigte er sich bei Heinze, der Mays Entschuldigung annahm. Zu diesem Zeitpunkt war die 20-Spiele-Strafe die viertlängste in der NHL-Geschichte überhaupt.

### Steve Moores Karriereende
May wurde für das Karriereende von Steve Moore mitverantwortlich gemacht, der von Todd Bertuzzi während eines Spiels so schwer verletzt wurde, dass er seine Karriere beenden musste. Man warf May vor, ein Kopfgeld auf Moore ausgesetzt zu haben. Dieser zog gegen May vor Gericht, doch die Klage wurde später fallengelassen.

### Kim Johnsson
Brad May wurde in den Stanley-Cup-Playoffs der Saison 2006/07 für drei Spiele gesperrt, nachdem er Kim Johnsson von den Minnesota Wild in den Schlussminuten des vierten Spiels ins Gesicht schlug. Ohne jede Vorwarnung drehte sich May um und schlug Johnsson nieder, der daraufhin kurze Zeit bewusstlos auf dem Eis liegen blieb. May riss den noch immer bewusstlosen Johnsson hoch, um ihn erneut auf den Boden zu werfen. Johnsson wurde dabei jedoch nicht schwer verletzt.

## Erfolge und Auszeichnungen
- 1990 OHL Second All-Star Team
- 1991 OHL Second All-Star Team
- 2007 Stanley-Cup-Gewinn mit den Anaheim Ducks

### International
- 1991 Goldmedaille bei der Junioren-Weltmeisterschaft
- 1996 Silbermedaille bei der Weltmeisterschaft

## Karrierestatistik

### International
Vertrat Kanada bei:
- Junioren-Weltmeisterschaft 1991
- Weltmeisterschaft 1996

(Legende zur Spielerstatistik: Sp oder GP = absolvierte Spiele; T oder G = erzielte Tore; V oder A = erzielte Assists; Pkt oder Pts = erzielte Scorerpunkte; SM oder PIM = erhaltene Strafminuten; +/− = Plus/Minus-Bilanz; PP = erzielte Überzahltore; SH = erzielte Unterzahltore; GW = erzielte Siegtore; 1 Play-downs/Relegation; Kursiv: Statistik nicht vollständig)